# Толуйський улус
Толуйський улус — монгольська держава, що утворилася внаслідок розпаду Монгольської імперії. Став основою держави Толуїдів, посилення якої почалося з 1251 року. Після встановлення у 1264 році в улусі влади Хубілая відбувається перехід адміністративних органів до Китаю. Завершення підкорення останнього призвело до проголошення династії Юань. 1271 року улус Толуя став складовою частиною нової держави — Імперії Велика Юань.

## Історія
У 1221 році після остаточно підкорення Держави Хорезмшахів великий каган Чингісхан скликав великий курултай на місцевості біля витоку річки Іртиш і розділив між синами підкорені землі. Молодший син Толуй отримав у керування так званий корінний улус (Іджагур-ін улус), тобто власне монгольські землі та деякі прикордонні області. Згодом це утворення дістало назву Толуйського улусу (або улусу Толуя).
У 1227 році після смерті Чингісхана Толуй стає регентом Монгольської імперії. Водночас керує власним улусом. У 1229 році вимушений був поступитися владою в імперії братові Угедею, який став новим великим ханом. В подальшому їх нащадки вступили у боротьбі за владу в Монгольській імперії. У 1241 році після смерті Угедея завдяки політичному хисту удова Толуя — Соркактані — отримала в управління улус померлого на той момент чоловіка. З цього моменту починається зміцнення нащадків Толуя у власному улусі.
Після смерті у 1248 році великого кагана Гуюка територія Толуйського улусу стала об'єктом протистояння Угедеїдів та Толуїдів. У 1251 році гору взяли Толуїди, представник яких Мунке став новим великим ханом. Невдовзі він завдав суперникам поразки, захопивши значну частину улусу Угедея. Проте після його смерті у 1259 році почалася боротьба за владу між Толуїдами.
У 1264 році переможцем вийшов Хубілай. В цей час відновили потугу його суперники — Угедеїди, що намагалися протягом 1270—1290-х років захопити улус Толуя. На цей час він перестав бути основою Монгольської імперії. Поступово адміністративні установи було перенесено з Каракорума до Даду (Китай). З 1271 року, постанням імперії юань, улус Толуя припинив самостійне існування, ставши частиною держави Юань.
Після повалення 1368 року династії Юань у Китаї колишній улус Толуя став основою для держави північна Юань.

## Управління
Особливістю улусу Толуя було те, що влада Толуїдів у власному улусі була обмеженою, зважаючи на його статус. За часи великих ханів фактично вони керували улусом. Каракорум була водночас столицею імперії та улусу. Толуїди займалися лише другорядними питаннями улусу.

## Територія та населення
Улус охоплював більшу частину Халхи-Монголії (на схід від Хангая), Прибайкалля і Південний Сибір (басейн Ангари) Туву, землі хакасів по Верхньому Єнісею; долину середнього Єнісею (південну частину країни Барг, що обіймала вододіл Обі і Єнісею і лівобережжя Єнісею до самого океану). До зовнішніх кордонів Монгольської імперії улус Толуя виходив лише на півночі, де його кордон пролягав на північ від Ангари і Байкалу і через верхів'я Лени.
Улус Толуя складався з 50 тис. родин, його військо за деякими відомостями нараховувало 9 туменів. Монгольське населення на відміну від інших улусів не було асимільовано і здебільшого збереглося. На околицях улусу мешкали «лісові племена», зокрема тубас, киргизи, ойрати і барги, предки тувинців та бурятів.

## Правителі
- Толуй, 1221—1232
- в управлінні Угедея, великого кагана, 1232—1241
- Соркактані, 1241—1242
- Мунке, 1242—1259 (водночас великий каган у 1251—1259)
- Ариг-буга, 1259—1264 (водночас великий каган)
- Хубілай, 1264—1271 (водночас великий каган)